# Goldenes Buch der Flieger (1938)

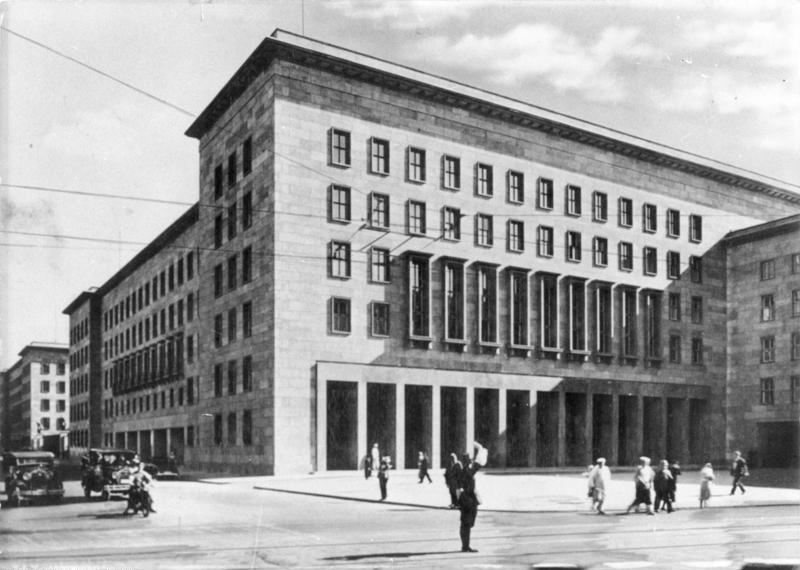
Ehrenhalle des Reichsluftfahrtministeriums (1938)

Das Goldene Buch der Flieger (1938) verzeichnete militärische und zivile Flugzeugführer, die sich in der Zeit des Nationalsozialismus durch vorbildliches Fliegerverhalten hervorgetan hatten. Der Eintrag war eine nichttragbare Auszeichnung der Luftwaffe.

## Hintergrund
Das Buch wurde mit Erlass vom 14. April 1938 von Hermann Göring gestiftet und sollte für die „Anerkennung und das Gedenken jener Männer der Luftfahrt dienen, die sich durch besonders kühne und unerschrockene Taten im Flugdienst aus[ge]zeichn[et]“ haben. Die bedachten Personen stammten sowohl aus der militärischen, z. B. von der Erprobungsstelle Rechlin, wie auch der zivilen Luftfahrt, wie von der Deutschen Lufthansa. Die Aufnahme in das Buch war rückwirkend seit der Gründung der Luftwaffe innerhalb der Wehrmacht möglich.
Der Eintrag wurde als Auszeichnung in die Personalpapiere aufgenommen. Das Goldene Buch der Flieger war in der „Ehrenhalle“ des Reichsluftfahrtministeriums in Berlin öffentlich einsehbar.
Bis zum Ende des NS-Staats umfasste das Goldene Buch der Flieger insgesamt 35 Namen, darunter Ernst A. Lehmann, der 1937 bei der Luftschiffkatastrophe von Lakehurst ums Leben kam, den Kommandanten und Überlebenden der verunglückten LZ 129 Hindenburg, Kapitän Max Pruss und den nachmaligen Generalleutnant Kurt Kleinrath. 